# لندواددش
لِندوادِدِش (به مجاری:  Lendvadedes) یک شهرداری در مجارستان است که در ناحیه لنتی واقع شده‌است. لندواددش ۴٫۰۲ کیلومتر مربع مساحت و ۳۳ نفر جمعیت دارد.